# Комп'ютерна верстка
Комп'ютерна верстка (англ. Desktop publishing або DTP) — поєднання персонального комп'ютера та спеціального програмного забезпечення для створення макета для друку в типографії або на принтері.
Користувач або дизайнер-верстальник створює макет сторінки, що містить текст, графіку, фотографії та інші візуальні елементи. Залежно від необхідної кількості та якості матеріалів друк може відбуватися на принтері, множильному апараті або в спеціалізованих типографіях.
Для комп'ютерної верстки частіше за все використовуються програми QuarkXPress, Adobe InDesign, також можуть використовуватися Scribus, Microsoft Publisher, Apple Pages та інші.
Використовуючи термін Комп'ютерна верстка, мають на увазі не лише створення макета сторінки (page layout) для книг та журналів, цей термін застосовується і до створення макетів рекламних оголошень, упаковки, дизайну виставкових стендів, роздаткових матеріалів тощо.

## Історія
Комп'ютерна верстка була започаткована в 1985 році, коли вийшла створена компанією Aldus програма PageMaker і персональний лазерний принтер LaserWriter компанії Apple Computer. Можливість створити WYSIWYG-макет сторінки на екрані монітора, а потім роздрукувати його на принтері була новою як для комп'ютерної індустрії, так і для друкарської справи. Термін desktop publishing був вигаданий Paul Brainerd, засновником Aldus Corporation.
З погляду сучасності ранні системи комп'ютерної верстки були досить примітивними. Зв'язка PageMaker — LaserWriter — Macintosh 512K була не зовсім стабільною, часто зависала, використовувався чорно-білий екран, неможливо було контролювати трекінг, кернінг (додавання або видалення проміжків між літерами для покращення візуального сприйняття) та інші важливі для верстки параметри, а також різницю між виглядом на екрані монітора та друкованим примірником. Однак на той час відгуки про системи були схвальними.
Технології, розроблені Adobe Systems, заклали фундамент для подальшого розвитку комп'ютерної верстки. Принтери LaserWriter та LaserWriter Plus містили у вбудованій ROM-пам'яті шрифти, що масштабуються від Adobe.
1986-го вийшла програма Ventura Publisher для комп'ютерів під ОС MS-DOS. В той час коли PageMaker імітувала процес створення макета сторінки вручну, Ventura Publisher автоматизувала цей процес шляхом використання тегів (англ. tags) та таблиць стилів (англ. style sheet), що дало змогу автоматизувати процес створення індексів та елементів макета сторінки. Тому Ventura Publisher була зручніша за PageMaker при створенні макетів книг та багатосторінкових документів.
У той час комп'ютерна верстка сприймалася як непридатна для широкого використання, багато в чому завдяки недосвідченим користувачам, що розробляли погано організовані макети. Однак професійне використання технологій комп'ютерної верстки вже тоді давало змогу отримувати добрі результати. Наприклад, журнал .info (magazine) наприкінці 1986 року став першим повноколірним виданням, підготовленим методами комп'ютерної верстки.
Наприкінці 1990-х майже вся верстка стала комп'ютерною. Гнучкість і швидкість комп'ютерної підготовки до друку значно скоротили часові й трудові витрати для всіх типів публікацій. Database publishing дала можливість значно скоротити також час, потрібний для підготовки до друку інструкцій та каталогів.

### Сучасні системи
Покращення й розширення інструментів для роботи з текстом та графікою для комп'ютерів привернуло увагу професійної друкарської спільноти до систем комп'ютерної верстки. Переломним моментом до цього стала програма QuarkXPress у 1990-х, а також розширення бази комп'ютерних шрифтів. QuarkXPress була панівною системою на ринку. На початку 2000-х набрала популярності програма Adobe InDesign. Це сталося завдяки великим можливостям програми, а також інтеграції з іншими програмами від Adobe, що були домінуючими у сфері комп'ютерного дизайну, обробки зображень та фотографій, аудіо та відео редагування.